# Teatro del Corso
Il Teatro del Corso è stato un importante teatro bolognese costruito all'inizio dell'Ottocento in Strada Santo Stefano, allora chiamata il corso di Bologna. Il teatro è andato quasi completamente distrutto durante la seconda guerra mondiale.

## Storia

### L'Ottocento
L'arrivo delle truppe francesi nel 1796 a Bologna mise fine ad un lungo periodo di torpore per Bologna, anche in campo urbanistico. Gli ideali della rivoluzione francese portarono infatti anche ad una diversa concezione della città, modificando i rapporti dell'organizzazione spaziale consolidatasi nei secoli passati.
La costruzione del Teatro del Corso, voluta dall'impresario Giuseppe Badini e finanziata tra gli altri da Astorre Hercolani, fu affidata all'architetto Francesco Santini (1763-1840), ingegnere e professore di Prospettiva all'Accademia di belle arti.
Il teatro fu inaugurato una prima volta il 19 maggio del 1805, a cui seguì una seconda inaugurazione ufficiale il 20 giugno dello stesso anno, in occasione della visita a Bologna di Napoleone. La prima rappresentazione fu l'opera seria Sofonisba di Ferdinando Paër (1771-1839) su libretto di Giovanni Schmidt, seguita dal ballo eroico pantomimo in 5 atti Perseo e Andromeda coreografato dal ballerino e compositore Gaetano Gioia (1765-1826). 
Se nei primi mesi di vita in cartellone prevalsero le opere in musica, già nel 1806 cominciarono ad esibirsi compagnie teatrali, come la Venier e la Vicereale. Non mancavano i lucrosi veglioni di Carnevale, che scatenavano la concorrenza tra i teatri cittadini. Nel 1813 il Corso ospitò l'opera Lodoiska di Simon Mayr e il ballo eroico I riti indiani del Gioia. Nel 1814 andò in scena L'italiana in Algeri, primo capolavoro di Rossini dopo il grande successo ottenuto a Venezia.
Il teatro del Corso si impose sin da subito come teatro prediletto dalla borghesia e dagli intellettuali, e a lungo rivaleggiò con il Comunale. Le famiglie bolognesi nobili e facoltose presero la consuetudine di avere un palco in entrambi i teatri. Alla Locanda del Teatro soggiornò, tra il 1825 e il 1826, anche il poeta Giacomo Leopardi.

### Il Novecento
Per volere del nuovo proprietario, l'impresario romano Re Riccardi, tra la fine dell'Ottocento e l'inizio del Novecento il Teatro del Corso fu sottoposto a importanti lavori di ristrutturazione affidati all'ingegnere Lorenzo Colliva, che portarono a raddoppiarne la capienza. La riapertura, il 7 novembre 1903, fu caratterizzata dalla Tosca di Puccini cantata dalla soprano Petrelli.
Chiuso nuovamente nel 1915, il Teatro del Corso riaprì dieci anni dopo completamente rinfrescato: il 14 novembre 1925 andò in scena la commedia Al noster prosum per la direzione artistica di Alfredo Testoni e le scenografie di Augusto Majani e sotto la guida dell'attore dialettale Angelo Gandolfi, nuovo proprietario del teatro. Sotto Gandolfi il Teatro del Corso visse un periodo particolarmente florido, che durò fino al 1942, anno della sua scomparsa.
Gli anni della seconda guerra mondiale segnarono profondamente il teatro: il 29 gennaio 1944, durante le prove del Barbiere di Siviglia, il Teatro del Corso fu parzialmente distrutto da un bombardamento insieme a parte dell'adiacente chiesa di San Giovanni in Monte. Gli orchestrali e il maestro Adolfo Alvisi si salvano fortunosamente dalla distruzione.
Dopo le distruzioni belliche, le rovine furono ancora utilizzate come precario rifugio per gli sfollati. Nel secondo dopoguerra, al posto del teatro venne costruito un moderno condominio.

## Il palazzo

### Il palazzo ottocentesco
Il palazzo dell'ex teatro del Corso, risalente agli inizi del XIX secolo, era un palazzo in stile neoclassico costruito dove un tempo sorgeva il palazzo senatorio Rossi Turrini. Per progettarlo l'architetto Francesco Santini si ispirò al nuovo teatro di Ferrara, opera di Foschini e Morelli.
L'imponente edificio fin dall'origine venne dotato di una sontuosa sala a pianta ellittica con quattro ordini di palchi, più il "lubione", con palchetti a forno e un ampio palcoscenico attrezzato, che appoggia sui muri della chiesa di San Giovanni in Monte.
Era una struttura polivalente pensata per l'intrattenimento: oltre al teatro e ai due ridotti accoglieva infatti anche "appartamenti di società" e una società di gioco al penultimo piano e stanze per i ricevimenti e un caffè al piano terra, mentre nei pressi del teatro fu costruito sempre per volere di Santini un albergo elegante, per alloggiare i melomani venuti da fuori ad assistere agli spettacoli.
Per volere di Santini, tutti gli ambienti dell'edificio furono decorati con pitture, motti e medaglioni raffiguranti i maggiori attori del passato. Per la realizzazione furono chiamati i migliori artisti sulla piazza, quali Giovanni Putti, Serafino Barozzi, Filippo Pedrini, Giuseppe Terzi (1749-1837) o ancora Giuseppe Muzzarelli.

### Il rifacimento di inizio Novecento
Il teatro, rinnovato e ingrandito ad opera dell'ing. Colliva, alla riapertura nel 1903 presentava importanti modifiche.
Se i primi due ordini di palchi furono conservati, quelli superiori furono invece sostituiti da una galleria ad anfiteatro. Un loggione "per il popolo" fu ricavato grazie a una sopraelevazione della volta. Il progettista sostituì anche il boccascena arcuato con uno architravato, adottando inoltre la soluzione del golfo mistico wagneriano: abbassò di oltre mezzo metro il piano dell'orchestra e rialzò la platea.
La decorazione fu affidata ad Arturo Lazzari, a cui si devono i medaglioni con le effigi dei grandi maestri di musica, e a Giovanni Masotti, che realizzò il fregio del boccascena. Le sculture furono affidate a Tullo Golfarelli e gli stucchi al Sassoli.

### I resti del teatro
Resta pochissimo del Teatro del Corso a seguito dei bombardamenti del 1944. Nel dopoguerra, il teatro in rovina sarebbe stato probabilmente recuperabile seppure con un costoso restauro, ma gli imperativi della ricostruzione portarono a scelte diverse. A ricordo dell'antico edificio rimangono oggi poche colonne, una porta e una lapide in via Santo Stefano.
Quel che resta dell'edificio è vincolato tramite Decreto Ministeriale del 21 giugno 1990.